# Creully
Creully je francouzská obec v departementu Calvados v regionu Normandie. V roce 2009 zde žilo 1 610 obyvatel.